# Город областного значения
Город областного значения (подчинения) — самостоятельная административная единица (город) субъекта федерации, наравне с районами подчиняющаяся непосредственно администрации субъекта Российской Федерации, ранее СССР.
К категории городов областного значения относятся все административные центры областей России, в том числе автономной, а также крупные районные и промышленные центры. В ряде случаев таким же статусом, приравненным к районам, обладают некоторые посёлки городского типа и посёлки сельского типа (как правило, ЗАТО). В ОКАТО ЗАТО определяются как сельские населённые пункты, посёлки городского типа, города областного значения (подчинения), находящиеся в ведении федеральных органов государственной власти и управления. В рамках муниципального устройства такие города (и некоторые посёлки), как правило, образуют самостоятельные городские округа, которые не входят в состав муниципальных районов.
Области, в которых некоторые города областного значения (подчинения) входят в состав муниципальных районов и образуют городские поселения: Архангельская, Белгородская, Вологодская, Ивановская, Кемеровская, Костромская, Новгородская, Новосибирская, Омская и Ярославская.
Области, в которых некоторые города областного значения (подчинения) входят в состав административных районов: Белгородская, Вологодская, Ивановская, Костромская область, Новгородская область.

## История
Города областного подчинения сформировались в 1917—1931 годах в Советской России и в дальнейшем в Союзе ССР в процессе административно-территориальных преобразований:
- собственно города областного подчинения — административные центры областей союзных республик и некоторые другие города;
- города областного (АО) подчинения — административные центры (столицы) автономных областей (АО) и некоторые другие города.

На территории Российской Федерации:
- при распаде Союза Советских Социалистических Республик почти все города областного подчинения АО были преобразованы в города республиканского подчинения (значения) в связи с преобразованием автономных областей в республики;

- города областного подчинения преобразовывались в города районного значения (подчинения).

В 2000-х годах некоторые города областного подчинения (значения) были преобразованы в города краевого значения в процессе объединения областей и автономных округов в края.
Также с 2000-х годов в некоторых областях официальное наименование города областного подчинения (значения) заменено или отсутствует в официальных документах.
В Тверской области город областного значения является территориальной единицей административного округа, состоящего из одного населённого пункта.

## Список бывших городов и посёлков городского типа областного подчинения (значения) РСФСР, Союза ССР и Российской Федерации
| Город                                                                         | Субъект РСФСР /Союза ССР /Российской Федерации — России             | Даты                            | Статус после преобразования                                                              |
| ----------------------------------------------------------------------------- | ------------------------------------------------------------------- | ------------------------------- | ---------------------------------------------------------------------------------------- |
| Абакан                                                                        | Хакасская АО Хакасия                                                | 30 апреля 1931—3 июля 1991      | Город республиканского подчинения.                                                       |
| Аксай                                                                         | Ростовская область                                                  | 1963—1965                       | Город районного подчинения.                                                              |
| Александров                                                                   | Ивановская область Владимирская область                             | 7 марта 1939—2008               | Город районного значения.                                                                |
| Александровск                                                                 | Пермская область                                                    | ?—2005                          | Город краевого подчинения.                                                               |
| Александровск-Сахалинский                                                     | Сахалинская область                                                 | ?—2011                          | Город.                                                                                   |
| Алексин                                                                       | Тульская область                                                    | 1958—2006                       | Город районного значения.                                                                |
| Алушта                                                                        | Крымская область Автономная Республика Крым Украины Республика Крым |                                 | Город республиканского подчинения.                                                       |
| Ангарск                                                                       | Иркутская область                                                   | 1965—2010                       | Город районного значения.                                                                |
| Армянск                                                                       | Крымская область Автономная Республика Крым Украины Республика Крым |                                 | Город республиканского подчинения.                                                       |
| Асино                                                                         | Томская область                                                     | 1973—?                          | Город районного значения.                                                                |
| Аткарск                                                                       | Саратовская область                                                 |                                 | Город районного значения.                                                                |
| Ахтубинск                                                                     | Астраханская область                                                | 1975—?                          | Город районного значения.                                                                |
| Аша                                                                           | Челябинская область                                                 |                                 | Город районного значения.                                                                |
| Бабушкин                                                                      | Московская область                                                  | 1953—1960                       | В составе Москвы.                                                                        |
| Балаково                                                                      | Саратовская область                                                 |                                 | Город районного значения.                                                                |
| Балахна                                                                       | Горьковская область (Нижегородская область)                         | 1940—?                          | Город районного значения.                                                                |
| Балашов                                                                       | Саратовская область                                                 |                                 | Город районного значения.                                                                |
| Балей                                                                         | Читинская область                                                   | 1938—2007                       | В составе района. Выделение населённых пунктов областного и районного значения отменено. |
| Барыш                                                                         | Ульяновская область                                                 | 1975—2009                       | Город районного значения.                                                                |
| Баталпашинск (Сулимов, Ежово-Черкесск, Черкесск)                              | Черкесская АО Карачаево-Черкесская АО Карачаево-Черкесия            | 1931—1990                       | Город республиканского подчинения.                                                       |
| Бежецк                                                                        | Калининская область (Тверская область)                              | 1935—1990                       | Город районного подчинения.                                                              |
| Бежица (Орджоникидзеград)                                                     | Западная область Орловская область Брянская область                 | 1929—1956                       | Включение в состав Брянска.                                                              |
| Белая Калитва                                                                 | Ростовская область                                                  | 1963—2005                       | Город районного значения.                                                                |
| Березники                                                                     | Пермская область                                                    | ?—2005                          | Город краевого подчинения.                                                               |
| Бобрики (Сталиногорск, Новомосковск)                                          | Московская область Тульская область                                 | 1931—1933, 1933—1937, 1943—2006 | Город районного значения.                                                                |
| Богданович                                                                    | Свердловская область                                                |                                 | Город районного значения.                                                                |
| Богородицк                                                                    | Тульская область                                                    |                                 | Город районного значения.                                                                |
| Богородск                                                                     | Горьковская область (Нижегородская область)                         | 1942—1956, ?                    | Город районного подчинения.                                                              |
| Бодайбо                                                                       | Иркутская область                                                   | 1965—?                          | Город районного значения.                                                                |
| Бокситогорск                                                                  | Ленинградская область                                               | 1963—2006                       | Город районного значения.                                                                |
| Бологое                                                                       | Калининская область (Тверская область)                              | 1936—2012                       | Город районного значения.                                                                |
| Борзя                                                                         | Читинская область                                                   | ?—2007                          | В составе района. Выделение населённых пунктов областного и районного значения отменено. |
| ЗАТО пгт Видяево                                                              | Мурманская область                                                  | 1999—2002                       | Сельский населённый пункт областного подчинения.                                         |
| Волхов                                                                        | Ленинградская область                                               | 1963—2006                       | Город районного значения.                                                                |
| Вольск                                                                        | Саратовская область                                                 |                                 | Город районного значения.                                                                |
| Всеволожск                                                                    | Ленинградская область                                               | 1963—2006                       | Город районного значения.                                                                |
| пгт Вулканный (в 1994—1999 ЗАТО)                                              | Камчатская область                                                  | 1994—2003                       | В составе района.                                                                        |
| Выборг                                                                        | Ленинградская область                                               | 1944—2006                       | Город районного значения.                                                                |
| Вышний Волочёк                                                                | Калининская область (Тверская область)                              | 1972—2019                       | Город окружного значения.                                                                |
| Вязники                                                                       | Ивановская область Владимирская область                             | ?—2008                          | Город районного значения.                                                                |
| Городец                                                                       | Горьковская область (Нижегородская область)                         | 1952—1956, 1963—1965            | Город районного значения.                                                                |
| ЗАТО пгт городок войсковой части 68545 (Ясный-2, Домбаровский-3, Комаровский) | Оренбургская область                                                | 1972—2011                       | Сельский населённый пункт областного значения.                                           |
| Гремячинск                                                                    | Пермская область                                                    | ?—2005                          | Город краевого подчинения.                                                               |
| Грязи                                                                         | Липецкая область                                                    |                                 | Город районного значения.                                                                |
| Губаха                                                                        | Пермская область                                                    | ?—2005                          | Город краевого подчинения.                                                               |
| Гусев                                                                         | Калининградская область                                             |                                 | Город районного значения.                                                                |
| Данков                                                                        | Липецкая область                                                    |                                 | Город районного значения.                                                                |
| Джанкой                                                                       | Крымская область Автономная Республика Крым Украины Республика Крым |                                 | Город республиканского подчинения.                                                       |
| Добрянка                                                                      | Пермская область                                                    | ?—2005                          | Город краевого подчинения.                                                               |
| Долинск                                                                       | Сахалинская область                                                 |                                 | Город.                                                                                   |
| Дятьково                                                                      | Брянская область                                                    | 1963—2005                       | Город районного значения.                                                                |
| Евпатория                                                                     | Крымская область Автономная Республика Крым Украины Республика Крым |                                 | Город республиканского подчинения.                                                       |
| Елизово                                                                       | Камчатская область                                                  | 1975—2007                       | Город краевого подчинения.                                                               |
| Еманжелинск                                                                   | Челябинская область                                                 |                                 | Город районного значения.                                                                |
| Ефремов                                                                       | Тульская область                                                    |                                 | Город районного значения.                                                                |
| Железнодорожный                                                               | Московская область                                                  | 1960—2015                       | В составе Балашихи.                                                                      |
| Звенигород                                                                    | Московская область                                                  | 1960—2019                       | В составе города областного подчинения Одинцово.                                         |
| ЗАТО пгт Звёздный                                                             | Пермская область                                                    | ?—2005                          | Посёлок городского типа краевого подчинения.                                             |
| Зелёный Город                                                                 | Московская область                                                  | 1930—1936                       | В составе Пушкинского района.                                                            |
| Ивангород                                                                     | Ленинградская область                                               | 1992—2006                       | Город районного значения.                                                                |
| Иваньково                                                                     | Калининская область Московская область                              | 1958—1960                       | В составе Дубны.                                                                         |
| Каменка                                                                       | Пензенская область                                                  | 1963—2006                       | Город районного значения.                                                                |
| Кандалакша                                                                    | Мурманская область                                                  | 1940—2007                       | Город районного значения.                                                                |
| Карталы                                                                       | Челябинская область                                                 |                                 | Город районного значения.                                                                |
| Касли                                                                         | Челябинская область                                                 |                                 | Город районного значения.                                                                |
| Катав-Ивановск                                                                | Челябинская область                                                 |                                 | Город районного значения.                                                                |
| Керчь                                                                         | Крымская область Автономная Республика Крым Украины Республика Крым |                                 | Город республиканского подчинения.                                                       |
| Кизел                                                                         | Пермская область                                                    | ?—2005                          | Город краевого подчинения.                                                               |
| Кимовск                                                                       | Тульская область                                                    |                                 | Город районного значения.                                                                |
| Кингисепп                                                                     | Ленинградская область                                               | 1976—2006                       | Город районного значения.                                                                |
| Кириши                                                                        | Ленинградская область                                               | 1967—2006                       | Город районного значения.                                                                |
| Киров                                                                         | Калужская область                                                   | 1963—2005                       | Город районного значения.                                                                |
| Кировск                                                                       | Ленинградская область                                               | 1965—2006                       | Город районного значения.                                                                |
| Климовск                                                                      | Московская область                                                  | 1977—2015                       | В составе Подольска.                                                                     |
| Ковдор                                                                        | Мурманская область                                                  | 1979—?                          | Город районного значения.                                                                |
| Колпашево                                                                     | Томская область                                                     |                                 | Город районного значения.                                                                |
| Кольчугино                                                                    | Ивановская область Владимирская область                             | ?—2008                          | Город районного значения.                                                                |
| Конаково                                                                      | Калининская область (Тверская область)                              | ?—2012                          | Город районного значения.                                                                |
| Коркино                                                                       | Челябинская область                                                 | 1942—2005                       | Город районного значения.                                                                |
| Корсаков                                                                      | Сахалинская область                                                 |                                 | Город.                                                                                   |
| Красноармейск                                                                 | Саратовская область                                                 |                                 | Город районного значения.                                                                |
| Красногвардейск (Гатчина)                                                     | Ленинградская область                                               | 1938—2006                       | Город районного значения.                                                                |
| Красное Село                                                                  | Ленинградская область                                               | 1963—1973                       | В составе Ленинграда.                                                                    |
| Краснокаменск                                                                 | Читинская область                                                   | ?—2007                          | В составе района. Выделение населённых пунктов областного и районного значения отменено. |
| Краснокамск                                                                   | Пермская область                                                    | ?—2005                          | Город краевого подчинения.                                                               |
| Красноперекопск                                                               | Крымская область Автономная Республика Крым Украины Республика Крым |                                 | Город республиканского подчинения.                                                       |
| Красный Сулин                                                                 | Ростовская область                                                  | 1937—2005                       | Город районного значения.                                                                |
| Кстово                                                                        | Горьковская область (Нижегородская область)                         | 1962—?                          | Город районного значения.                                                                |
| Кунгур                                                                        | Пермская область                                                    | ?—2005                          | Город краевого подчинения.                                                               |
| Кунцево                                                                       | Московская область                                                  | 1952—1960                       | В составе Москвы.                                                                        |
| Ленинград                                                                     | Ленинградская область                                               | 1929—1931                       | Город республиканского подчинения.                                                       |
| Ликино-Дулёво                                                                 | Московская область                                                  | 2018—2019                       | В составе города областного подчинения Орехово-Зуево.                                    |
| Лиски (Георгиу-Деж)                                                           | Воронежская область                                                 | 1934—2005                       | Город районного значения.                                                                |
| Лодейное Поле                                                                 | Ленинградская область                                               | 1965—2006                       | Город районного значения.                                                                |
| Ломоносов                                                                     | Ленинградская область                                               | 1939—1978                       | В составе Ленинграда.                                                                    |
| Луга                                                                          | Ленинградская область                                               | 1939—2006                       | Город районного значения.                                                                |
| Лысьва                                                                        | Пермская область                                                    | ?—2005                          | Город краевого подчинения.                                                               |
| Люблино                                                                       | Московская область                                                  | 1939—1960                       | В составе Москвы.                                                                        |
| Людиново                                                                      | Калужская область                                                   | 1963—2006                       | Город районного значения.                                                                |
| Майкоп                                                                        | Адыгейская АО Адыгея                                                | 1936—1990                       | Город республиканского подчинения.                                                       |
| Маркс                                                                         | Саратовская область                                                 | 1965—?                          | Город районного значения.                                                                |
| Микоян-Шахар (Карачаевск)                                                     | Карачаевская АО Карачаево-Черкесская АО Карачаево-Черкесия          | 1929—1990                       | Город республиканского подчинения.                                                       |
| Миллерово                                                                     | Ростовская область                                                  | 1937—2005                       | Город районного значения.                                                                |
| Москва                                                                        | Московская область                                                  | 1929—1931                       | Город республиканского значения.                                                         |
| ЗАТО Мурманск-60 (Снежногорск)                                                | Мурманская область                                                  | 1980—2008                       | В составе ЗАТО Александровск (административный центр — город Полярный).                  |
| Невельск                                                                      | Сахалинская область                                                 |                                 | Город.                                                                                   |
| Невьянск                                                                      | Свердловская область                                                |                                 | Город районного значения.                                                                |
| Неман                                                                         | Калининградская область                                             |                                 | Город районного значения.                                                                |
| Нижнеудинск                                                                   | Иркутская область                                                   | 1965—?                          | Город районного значения.                                                                |
| Нижний Ломов                                                                  | Пензенская область                                                  | 1980—1998                       | Город районного значения.                                                                |
| Октябрьский                                                                   | Уфимская область                                                    | 1952—1953                       | Город республиканского подчинения.                                                       |
| Острогожск                                                                    | Воронежская область                                                 | 1959—2005                       | Город районного значения.                                                                |
| Оха                                                                           | Сахалинская область                                                 |                                 | Город.                                                                                   |
| Павлово                                                                       | Горьковская область (Нижегородская область)                         | 1939—1956 ?                     | Город районного значения.                                                                |
| Павловск                                                                      | Ленинградская область                                               | 1939—1953                       | В составе Ленинграда.                                                                    |
| пгт Пашино                                                                    | Новосибирская область                                               | ?—1997                          | В составе Новосибирска.                                                                  |
| Пермь                                                                         | Пермская область                                                    | ?—2005                          | Город краевого подчинения.                                                               |
| Перово                                                                        | Московская область                                                  | 1940—1960                       | В составе Москвы.                                                                        |
| Петровск                                                                      | Саратовская область                                                 |                                 | Город районного значения.                                                                |
| Петровск-Забайкальский                                                        | Читинская область                                                   | ?—2007                          | В составе района. Выделение населённых пунктов областного и районного значения отменено. |
| Петропавловск-Камчатский                                                      | Камчатская область                                                  | 1932—2007                       | Город краевого подчинения.                                                               |
| Пикалёво                                                                      | Ленинградская область                                               | 1992—2006                       | Город районного значения.                                                                |
| Пласт                                                                         | Челябинская область                                                 |                                 | Город районного значения.                                                                |
| Поворино                                                                      | Воронежская область                                                 | 1959—2005                       | Город районного значения.                                                                |
| Подпорожье                                                                    | Ленинградская область                                               | 1963—2006                       | Город районного значения.                                                                |
| Покров                                                                        | Московская область                                                  | 1939—1944                       | Город районного подчинения в составе Владимирской области.                               |
| Поронайск                                                                     | Сахалинская область                                                 |                                 | Город.                                                                                   |
| Приозерск                                                                     | Ленинградская область                                               | 1944—2006                       | Город районного значения.                                                                |
| Пугачёв                                                                       | Саратовская область                                                 |                                 | Город районного значения.                                                                |
| Реж                                                                           | Свердловская область                                                |                                 | Город районного значения.                                                                |
| Россошь                                                                       | Воронежская область                                                 | 1959—2005                       | Город районного значения.                                                                |
| Ртищево                                                                       | Саратовская область                                                 |                                 | Город районного значения.                                                                |
| Саки                                                                          | Крымская область Автономная Республика Крым Украины Республика Крым |                                 | Город республиканского подчинения.                                                       |
| Сальск                                                                        | Ростовская область                                                  | 1963—2005                       | Город районного значения.                                                                |
| Сатка                                                                         | Челябинская область                                                 |                                 | Город районного значения.                                                                |
| Саяногорск                                                                    | Хакасская АО Хакасия                                                | 1975—1991                       | Город республиканского подчинения.                                                       |
| Светогорск                                                                    | Ленинградская область                                               | 1951—1959                       | Город районного подчинения.                                                              |
| Сердобск                                                                      | Пензенская область                                                  | 1963—2006                       | Город районного значения.                                                                |
| Сертолово                                                                     | Ленинградская область                                               | 1998—2006                       | Город районного значения.                                                                |
| Сестрорецк                                                                    | Ленинградская область                                               | 1936—1946                       | В составе Ленинграда.                                                                    |
| Симферополь                                                                   | Крымская область Автономная Республика Крым Украины Республика Крым |                                 | Город республиканского подчинения.                                                       |
| ЗАТО Скалистый (Мурманск-130, Гаджиево)                                       | Мурманская область                                                  | 1981—2008                       | В составе ЗАТО Александровск (административный центр — город Полярный).                  |
| Сланцы                                                                        | Ленинградская область                                               | 1958—2006                       | Город районного значения.                                                                |
| Собинка                                                                       | Владимирская область                                                | 1963—2008                       | Город районного значения.                                                                |
| ЗАТО Советский (Приморский Вилючинск)                                         | Камчатская область                                                  | 1968—2007                       | Город краевого подчинения.                                                               |
| Соликамск                                                                     | Пермская область                                                    | ?—2005                          | Город краевого подчинения.                                                               |
| Солнцево                                                                      | Московская область                                                  | 1971—1983                       | В составе Москвы.                                                                        |
| Сорск                                                                         | Хакасская АО Хакасия                                                | 1966—1991                       | Город республиканского подчинения.                                                       |
| Судак                                                                         | Крымская область Автономная Республика Крым Украины Республика Крым |                                 | Город республиканского подчинения.                                                       |
| Суздаль                                                                       | Владимирская область                                                | 1967—2008                       | Город районного значения.                                                                |
| Тавда                                                                         | Свердловская область                                                |                                 | Город районного значения.                                                                |
| Тайшет                                                                        | Иркутская область                                                   | 1960—?                          | Город районного значения.                                                                |
| пгт Татищево-5 (Светлый)                                                      | Саратовская область                                                 | ?—2019                          | Сельский населённый пункт областного значения.                                           |
| Сухой Лог                                                                     | Свердловская область                                                |                                 | Город районного значения.                                                                |
| Териоки (Терийоки)                                                            | Ленинградская область                                               | 1940—1946                       | В составе Ленинграда.                                                                    |
| Теучежск (Адыгейск)                                                           | Адыгейская АО Адыгея                                                | 1976—1990                       | Город республиканского подчинения.                                                       |
| Тихвин                                                                        | Ленинградская область                                               | 1945—2006                       | Город районного значения.                                                                |
| Тосно                                                                         | Ленинградская область                                               | 1963—2006                       | Город районного значения.                                                                |
| Троицк                                                                        | Московская область                                                  | 1977—2012                       | В составе Москвы.                                                                        |
| Тушино                                                                        | Московская область                                                  | 1944—1960                       | В составе Москвы.                                                                        |
| Углегорск                                                                     | Сахалинская область                                                 |                                 | Город районного значения.                                                                |
| Углеуральск                                                                   | Пермская область                                                    | 1946—1960                       | Посёлок городского типа                                                                  |
| Узловая                                                                       | Московская область Тульская область                                 | 1943—2006                       | Город районного значения.                                                                |
| Улала (Ойрот-Тура, Горно-Алтайск)                                             | Ойротская АО Горно-Алтайская АО Республика Алтай                    | 1928—1990                       | Город республиканского подчинения.                                                       |
| Усть-Кут                                                                      | Иркутская область                                                   | 1963—2004                       | Город районного значения.                                                                |
| Феодосия                                                                      | Крымская область Автономная Республика Крым Украины Республика Крым |                                 | Город республиканского подчинения.                                                       |
| Хвалынск                                                                      | Саратовская область                                                 |                                 | Город районного значения.                                                                |
| Холмск                                                                        | Сахалинская область                                                 |                                 | Город.                                                                                   |
| Чайковский                                                                    | Пермская область                                                    | ?—2005                          | Город краевого подчинения.                                                               |
| Черниковск                                                                    | Уфимская область                                                    | 1952—1953                       | Город республиканского подчинения.                                                       |
| Черногорск                                                                    | Хакасская АО Хакасия                                                | 1936—1991                       | Город республиканского подчинения.                                                       |
| Черняховск                                                                    | Калининградская область                                             |                                 | Город районного значения.                                                                |
| Чита                                                                          | Читинская область                                                   | 1937—2007                       | В составе района. Выделение населённых пунктов областного и районного значения отменено. |
| ЗАТО пгт Чита-46 (Горный)                                                     | Читинская область                                                   | 1965—2007                       | В составе района. Выделение населённых пунктов областного и районного значения отменено. |
| Чусовой                                                                       | Пермская область                                                    | ?—2005                          | Город краевого подчинения.                                                               |
| Шелехов                                                                       | Иркутская область                                                   |                                 | Город районного значения.                                                                |
| Шлиссельбург (Петрокрепость)                                                  | Ленинградская область                                               | 1936—1959, 1993—2006            | Город районного значения.                                                                |
| Щербинка                                                                      | Московская область                                                  | 1992—2012                       | В составе Москвы.                                                                        |
| Щёкино                                                                        | Тульская область                                                    |                                 | Город районного значения.                                                                |
| Энгельс                                                                       | Саратовская область                                                 |                                 | Город районного значения.                                                                |
| Юбилейный                                                                     | Московская область                                                  | 1992—2014                       | В составе Королёва                                                                       |
| Ялта                                                                          | Крымская область Автономная Республика Крым Украины Республика Крым |                                 | Город республиканского подчинения.                                                       |